# Mira del cañón naval
Las miras de los cañones navales son instrumentos que facilitan al personal a apuntar su arma sobre un blanco. Pueden ser muy sencillas como en las armas menores o muy sofisticadas como lo son en la artillería de grueso calibre. En este artículo solo trataremos las miras de los cañones navales y de la artillería antiaérea de a bordo.

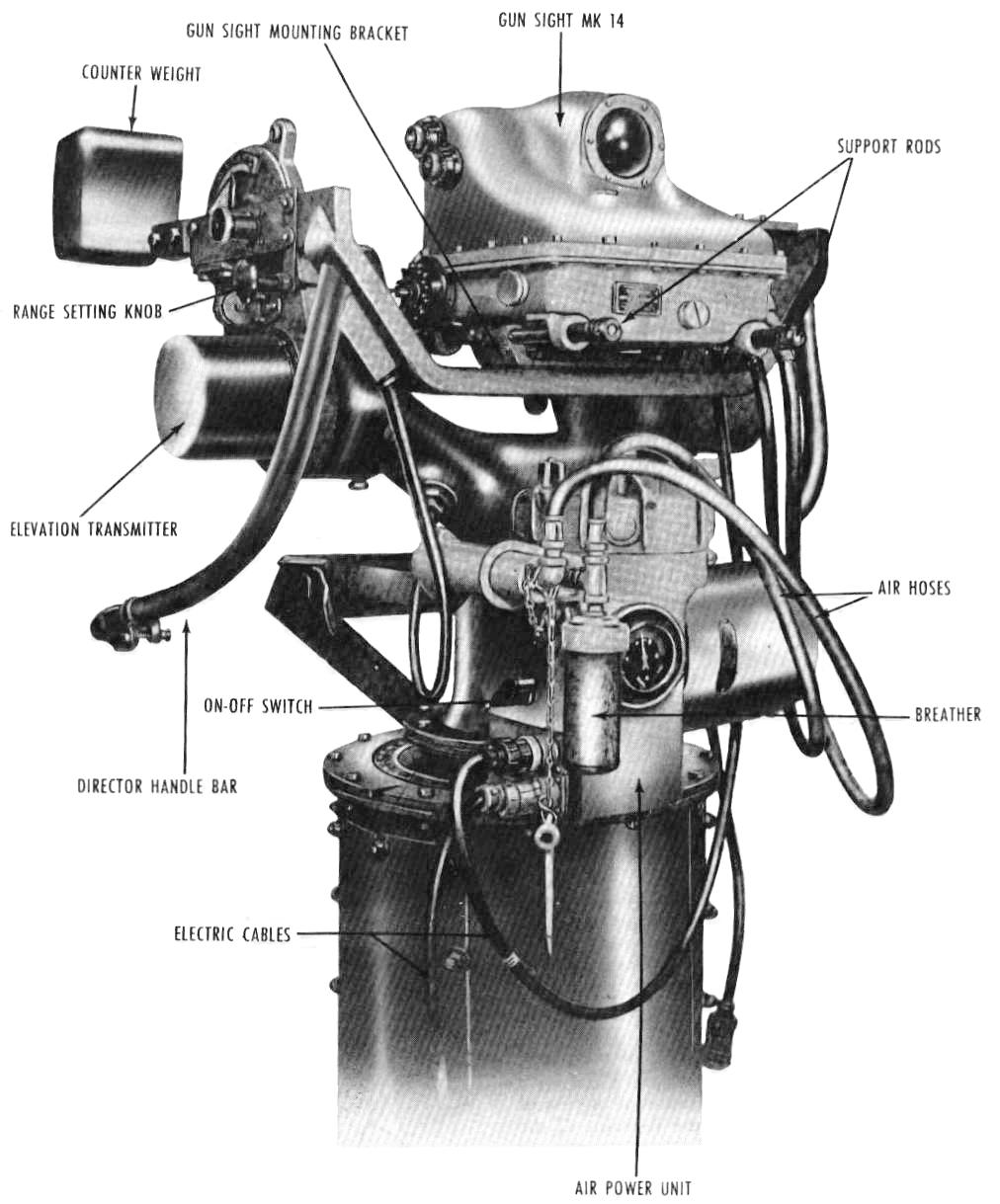
Director Mark 51 con Mira Mark 14 (40 mm)

## Antecedentes

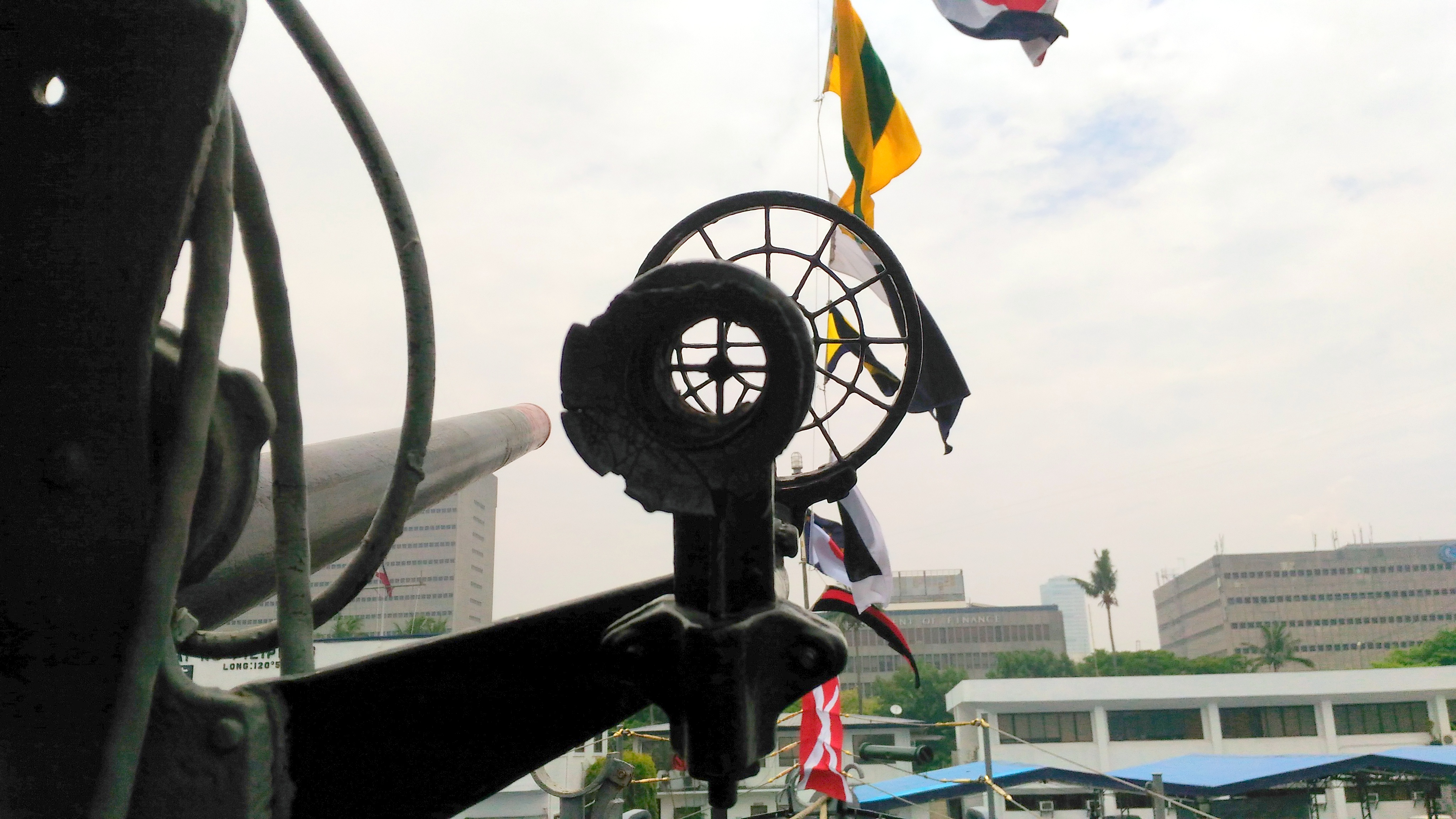
Mira de un cañón de 3"/50

Las miras son instrumentos mecánicos u ópticos que ayudan al artillero a apuntar su arma sobre un blanco. Van desde la simple mira de metal de las armas menores hasta las sofisticadas miras del control de fuego en la artillería de grueso calibre. Para comprender su naturaleza y empleo es necesario primero entender algo acerca del comportamiento del proyectil durante el vuelo.
Cuando un proyectil es disparado por un cañón, el camino recorrido o trayectoria, tiene la forma de una curva debido a la acción de la fuerza de gravedad y a la resistencia del aire. La fuerza de gravedad hace que la trayectoria se doble hacia abajo. Si el proyectil va rotando alrededor de su eje longitudinal, la resistencia del aire lo hará derivar hacia la derecha o hacia la izquierda, dependiendo de la dirección de la rotación. Estos y otros factores que afectan la trayectoria del proyectil son tratados en extenso por artículos sobre balística. 
Debido a estas características de la trayectoria, es obvio que el eje del cañón debe ser apuntado sobre y hacia un lado del blanco para que el proyectil de en el blanco. El proceso de dirigir un cañón en la dirección correcta y en la elevación adecuada se conoce como "apuntar" el cañón. Los aparatos empleados para determinar la correcta dirección y elevación para apuntar el cañón son las miras del sistema de control de fuego.

## Terminología
Al tratar los principios de las miras, los siguientes términos deben ser comprendidos completamente:
- Línea de mira: La línea recta que une el cañón con el blanco.
- Ángulo de mira: El ángulo entre la línea de mira y el plano horizontal a través del cañón.
- Elevación: Los grados que el eje del cañón debe ser elevado sobre una línea de referencia.
- Cuadrante de elevación: Es el ángulo entre el eje del cañón y el plano horizontal.
- Tangente de elevación o superelevación: Es el ángulo entre el eje del cañón y la línea de mira.[1]

## Artillería naval
Los modernos cañones navales son ronzados y elevados por servomecanismos electrónicos e hidráulicos. Apuntar el cañón por la dotación del cañón es empleado solo en emergencias. En los ejercicios normales, los cañones son apuntados y la distancia al blanco es determinada ya sea por el radar o medios ópticos desde los directores ubicados en lo alto del buque. Los datos de la mira son transmitidos eléctricamente a una central ubicada cerca de la quilla donde calculadores eléctricos o mecánicos generan las órdenes a los cañones que son transmitidas eléctricamente a las torres. Un giroscopio   vertical estable ubicado en la central proporciona los datos de ronza al director en el plano horizontal y de elevación verdadera eliminado de esta forma los errores por balance y cabeceo del buque. La dirección del fuego y el cuadrante de elevación requeridos para dar en el blanco son proporcionados por el calculador que considera la velocidad de ambas naves. Los ángulos de apuntar son entonces convertidos mediante información del elemento estable, en los ángulos de elevación de la torre sobre el plano de cubierta y la ronza de la torre en el plano de cubierta. Los servomecanismos mantienen a los cañones en el cuadrante de elevación y ronza apropiados. Los cañones son disparados en cualquier momento, ya que el movimiento del buque no interfiere la puntería de los cañones.

## Artillería antiaérea

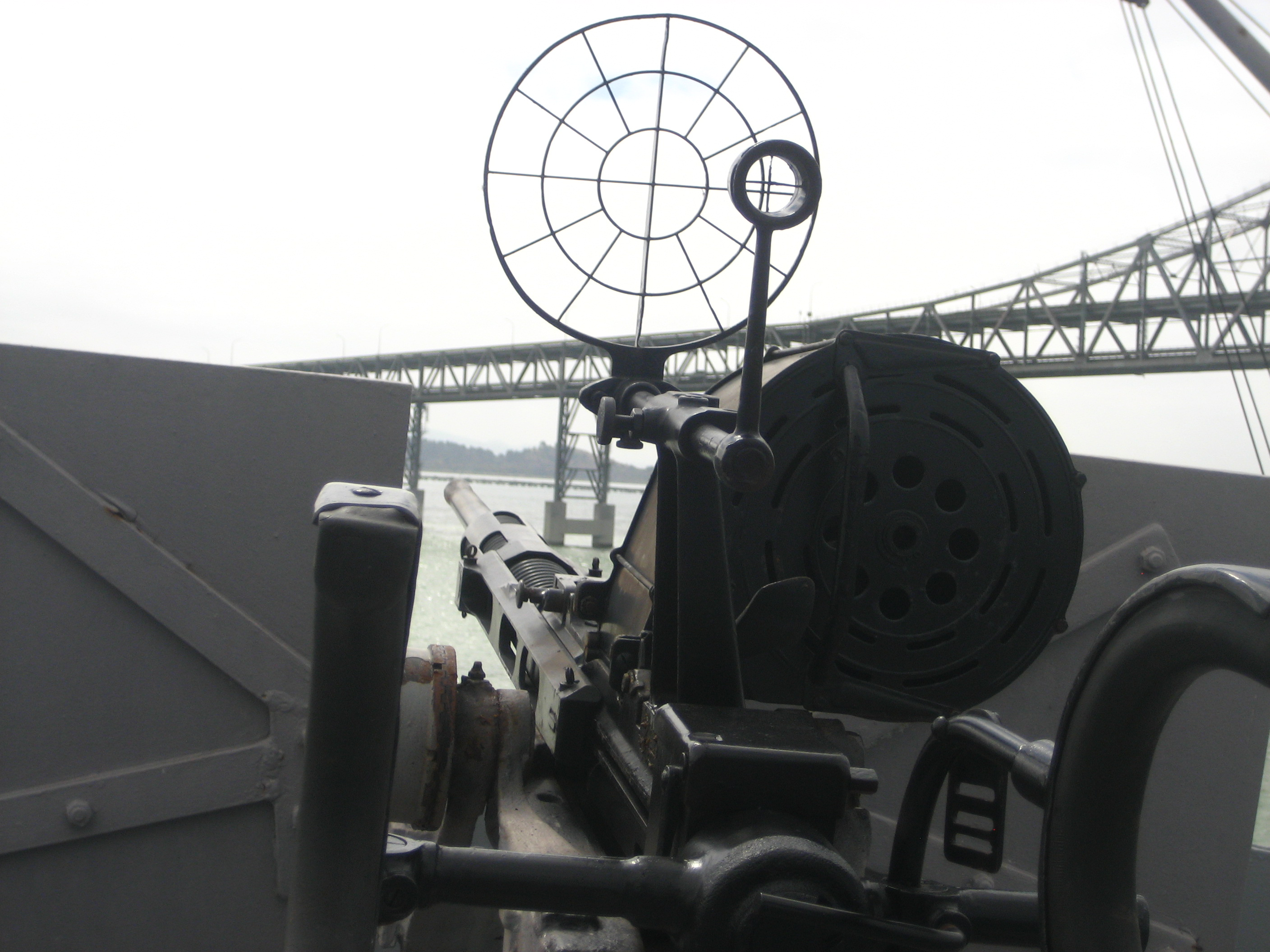
Cañón automático Oerlikon 20 mm. - Nótese la mira tipo anillo

Un avión en vuelo rasante puede ser alcanzado exitosamente por la artillería antiaérea porque el tiempo de vuelo del proyectil es corto. La alta velocidad de un avión jet hace casi imposible calcular exactamente los movimientos del blanco desde el momento en que el proyectil disparado por un cañón antiaéreo está en vuelo. Las únicas armas efectivas a emplear contra aviones de alta velocidad son los misiles o los aviones cazas. 
El radar es empleado con la artillería antiaérea y los misiles para medir la distancia al blanco, pero el seguimiento telescópico en elevación y en ronza generalmente proporciona más exactitud que el seguimiento por radar que es empleado solamente en grandes distancias o cuando la visibilidad es mala. Los calculadores electrónicos o mecánicos son empleados para calcular el ángulo que el cañón debe "adelantar" o ser apuntado delante del blanco. El cañón es movido mediante servomecanismos electrónicos e hidráulicos ya que las razones de cambio del seguimiento son grandes. 
Los giroscopios son empleados como el elemento básico de algunas miras. La precesión giroscópica es inducida por la rotación de la mira mientras sigue al blanco en elevación y ronza. La precesión es controlada por resortes y pesos diseñados para igualar la balística del cañón y ajustarse de acuerdo al cambio de la distancia al blanco. La cantidad que el giro precede contra la restricción de los resortes y pesos es una medida del adelanto requerido. Este movimiento del giro es empleado para inclinar los espejos de la mira haciendo que el blanco aparezca adelante y sobre su posición real; entonces el apuntador lo seguirá adelantado en la cantidad apropiada.